# Prawdziwe dziecko
Prawdziwe dziecko (ang. Mom at Sixteen) – amerykański film obyczajowy z 2005 roku w reżyserii Petera Wernera. 
Film był też emitowany w Polsce pod alternatywnym tytułem Szesnastoletnia mama.

## Opis fabuły
Szesnastoletnia Jacey (Danielle Panabaker), jej rodzeństwo i matka, Terry (Mercedes Ruehl), przeprowadzają się. Zmiana miejsca zamieszkania ma pomóc utrzymać w tajemnicy fakt, że młodszy brat nastolatki jest w rzeczywistości jej synem. Wkrótce jednak prawda i tak wychodzi na jaw.

## Obsada
- Danielle Panabaker jakoJacey Jeffries
- Jane Krakowski jako Donna Cooper
- Clare Stone jako Macy Jeffries
- Tyler Hynes jako Brad
- Colin Ferguson jako Bob Cooper
- Mercedes Ruehl jako Terry Jeffries
- Hollis McLaren jako Marlene
- Rejean Cournoyer jako pan Cheevers (jako Rejean J. Cournoyer)
- Dawn McKelvie Cyr jako Gretchen (jako Dawn Cyr)
- Megan Edwards jako Linda
- Matthew MacCaull jako doktor Hughes
- Sabrina Jalees jako Sarah
- Deborah Allen jako Pauline
- Anastasia Hill jako Trea
- Leah Fassett jako Gena